# Ferdinand Hansen
Frederik Ferdinand Hansen (født 23. marts 1865 i Odense, død 18. december 1938 i København)  var en dansk bankdirektør.
Hansen var søn af murermester Jørgen Christian Hansen og Johanne Hansen (f. Halvorsen). Han rejste som ung til København og blev i 1880'erne ansat som regnskabsassistent i Det Store Nordiske Telegraf-Selskab. Her virkede han i tyve år, hvorefter han i 1904 blev kontrollerende direktør i aktieselskabet Silvan og sideløbende fra 1912-1921 var chef for privatbankens afdeling på Frederiksberg. Endelig blev han i 1921 udnævnt til direktør for Haandværkerbanken i Kjøbenhavn, hvor han i kraft af sin erfaring inden for håndværks- og ejendomsforhold gjorde en dygtig indsats indtil sin fratræden i 1933. Han var tidligt involveret i ejendomshandel og erhvervede i begyndelsen af 1900-tallet det store beboelseskompleks Strandborg i Hellerup. Desuden var han engageret i frimurerbevægelsen, hvor han besad de højeste grader, og ridder af dannebrog. 
Hansen giftede sig i 1890 med Emilie Julie Henriette Wengler, datter af kurvemagermester Julius Wengler. Parret fik to sønner, grosserer Henry Wengler og grosserer og trælasthandler Paul Wengler, samt to tvillingedøtre.